# Мирабело (залив)
Вижте пояснителната страница за други значения на Мирабело.
Мирабело (на гръцки: Κόλπος Μιραμπέλλου) е залив в Критско море в източната част на остров Крит, Гърция.
Мирабело и неговото крайбрежие в древни времена имат голямо значение за Крит, тъй като тук има големи търговски центрове и пристанища като Лато – античен полис, един от най-силните градове-държави на дорийците в пределите на острова. Важно значение има и фактът, че тук е разработвано и голямо находище на мед около 3000 г. пр.н.е.
Към края на минойската цивилизация постепенно местните жители започват да напускат крайбрежните си селища покрай залива и се изтеглят нагоре към по-високите планински места, откъдето имат видимост към морето заради нашествията на дорийците, а в по-късни времена и заради честите пиратски нападения. По такъв начин по-далеч от залива са основани градове, като Карфи, високо в планината Дикти.
След завладяването на остров Крит от дорийците, самите дорийци също започват да строят селища, първоначално търсейки естествено защитени места – така възникват селища в близост до залива Мирабело, като Лато. Именно Лато е един от първите неминойски градове на Крит. По-късно дорийците изграждат и близкото пристанище Лато прос Камара.
На брега на залива се намира град Агиос Николаос – най-голямото населено място в ном Ласити, построено отчасти върху руините на древното селище Лато прос Камара. Заливът привлича туристи с различните възможности за практикуване на водни спортове – гмуркане, риболов, ветроходство и др.